# Cenchrus setaceus
Il penniseto allungato (Cenchrus setaceus (Forssk.) Morrone, 2010) è una pianta della famiglia delle Poacee.

## Descrizione
È una pianta erbacea perenne, a portamento cespitoso, alta fino a 1,20 m.
Le spighe sono rosa scuro e gradatamente schiariscono con la maturazione, creando così una varietà di sfumature di colore sulla stessa pianta.

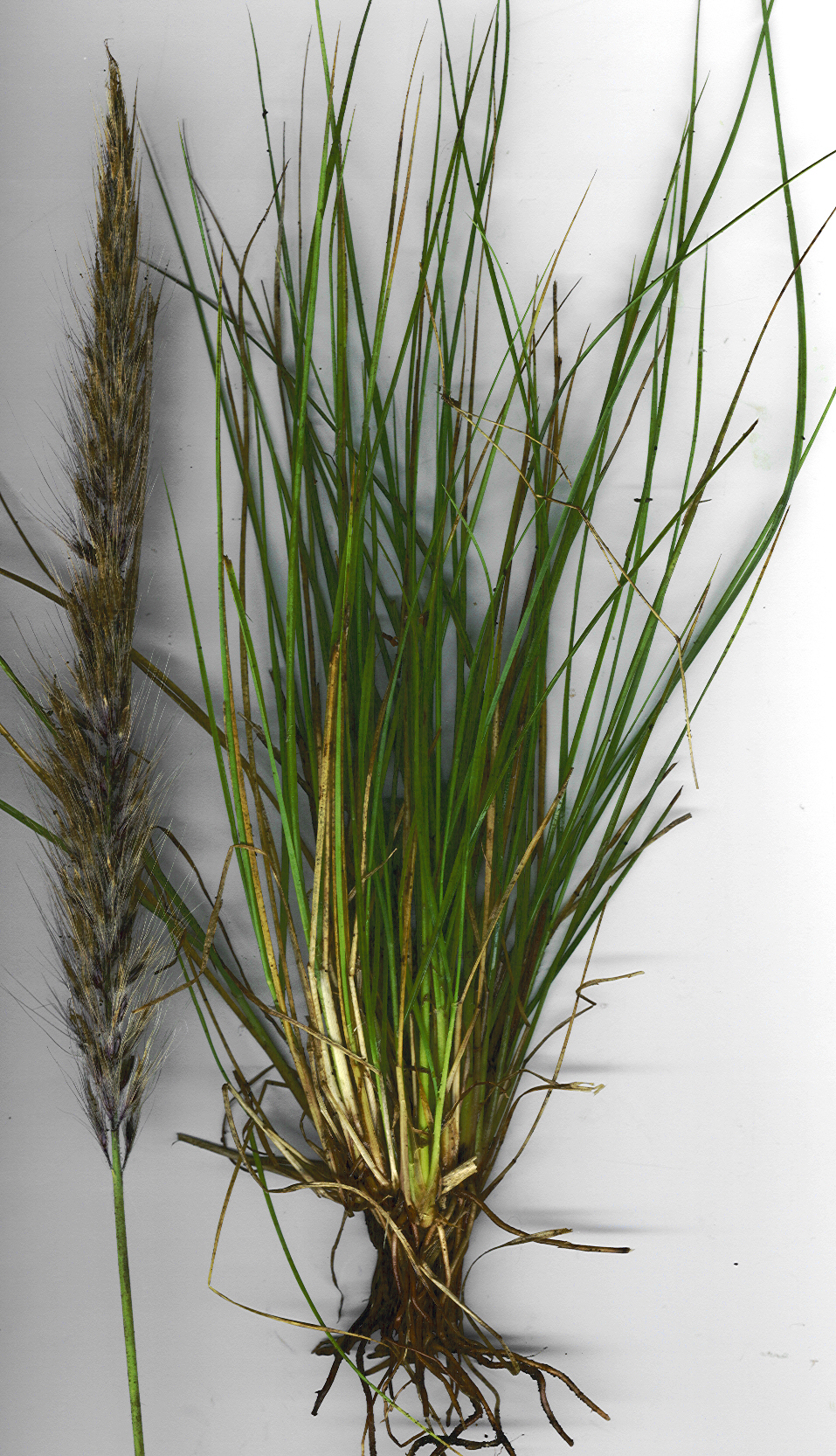
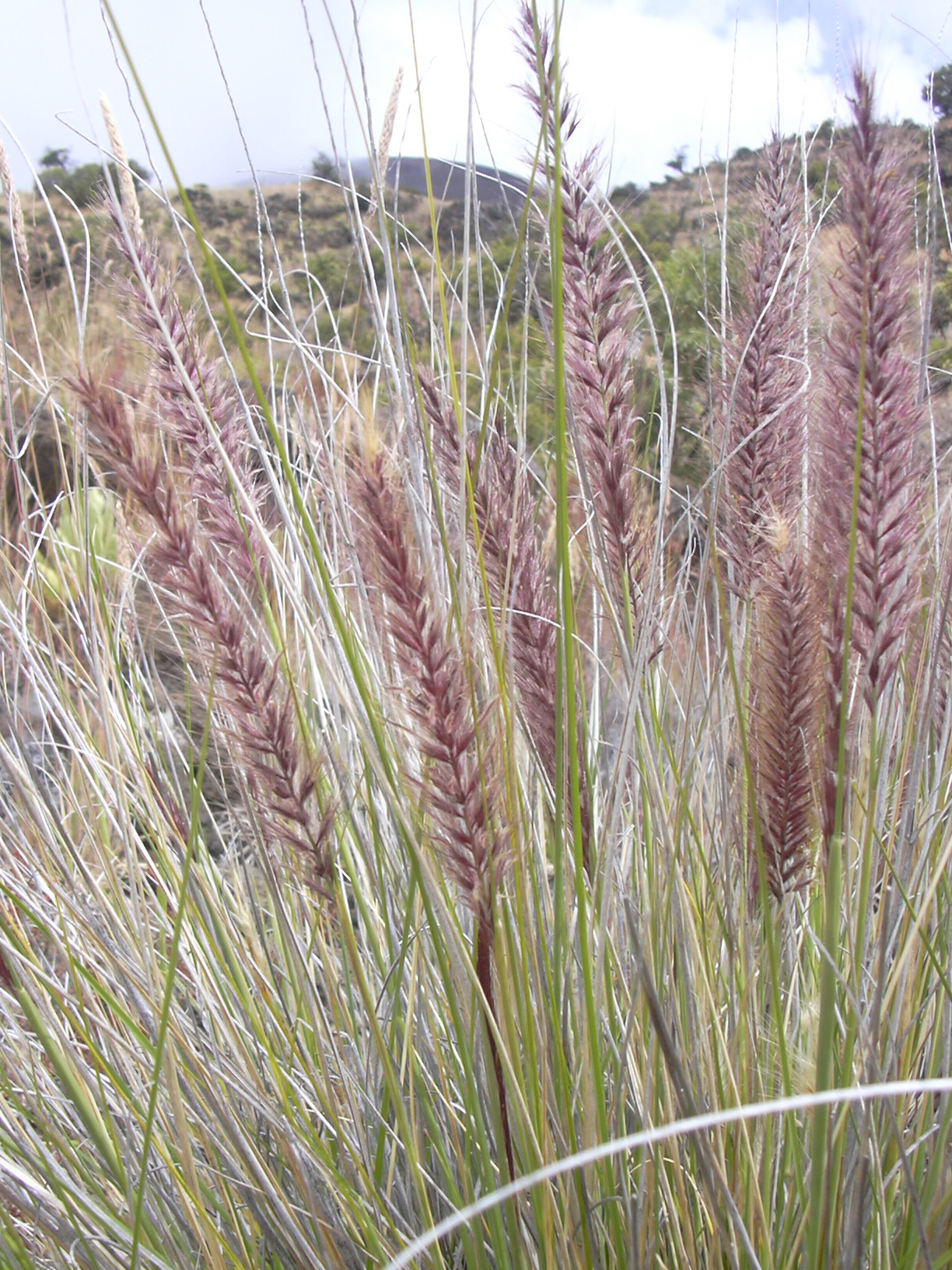
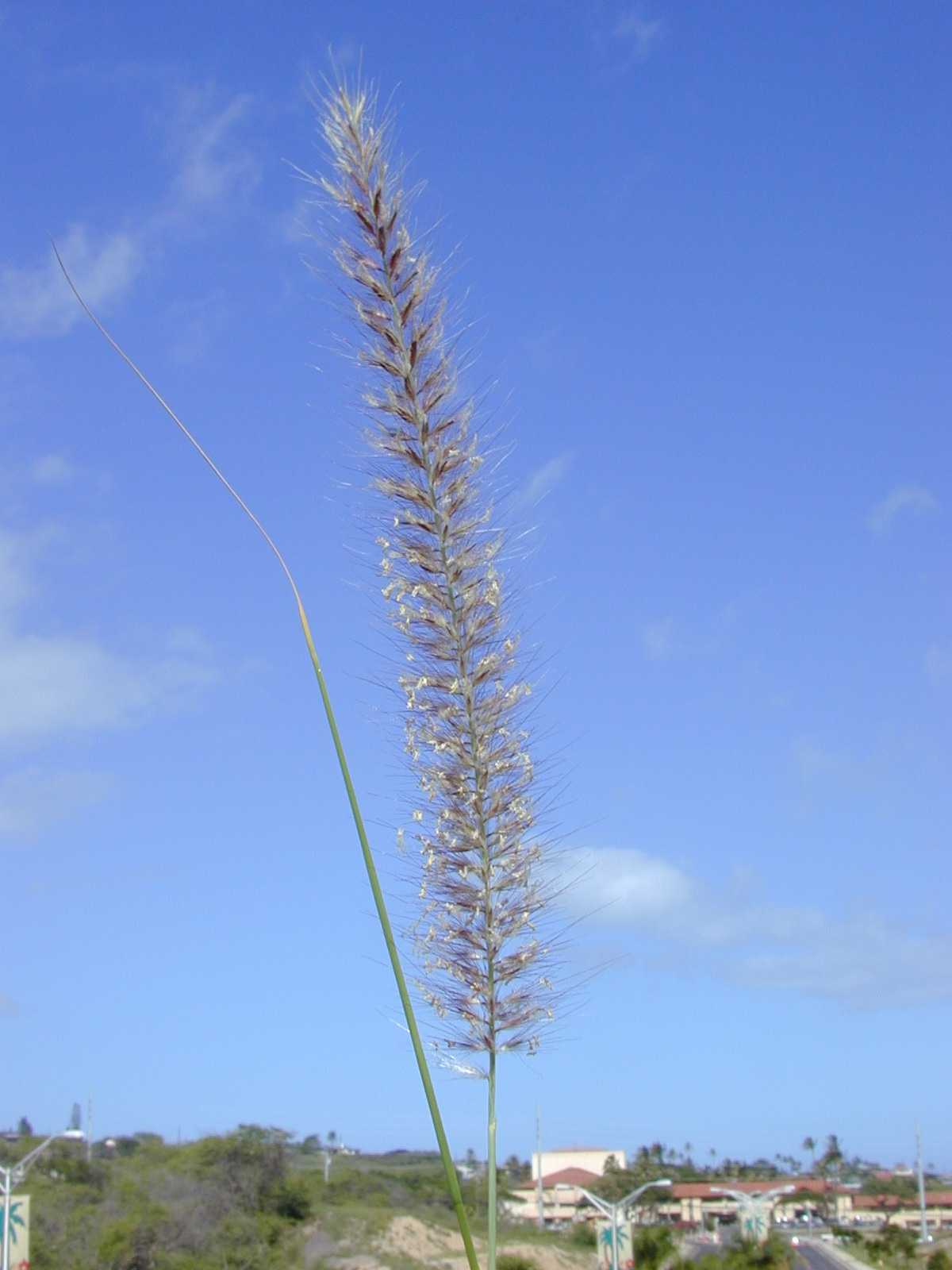
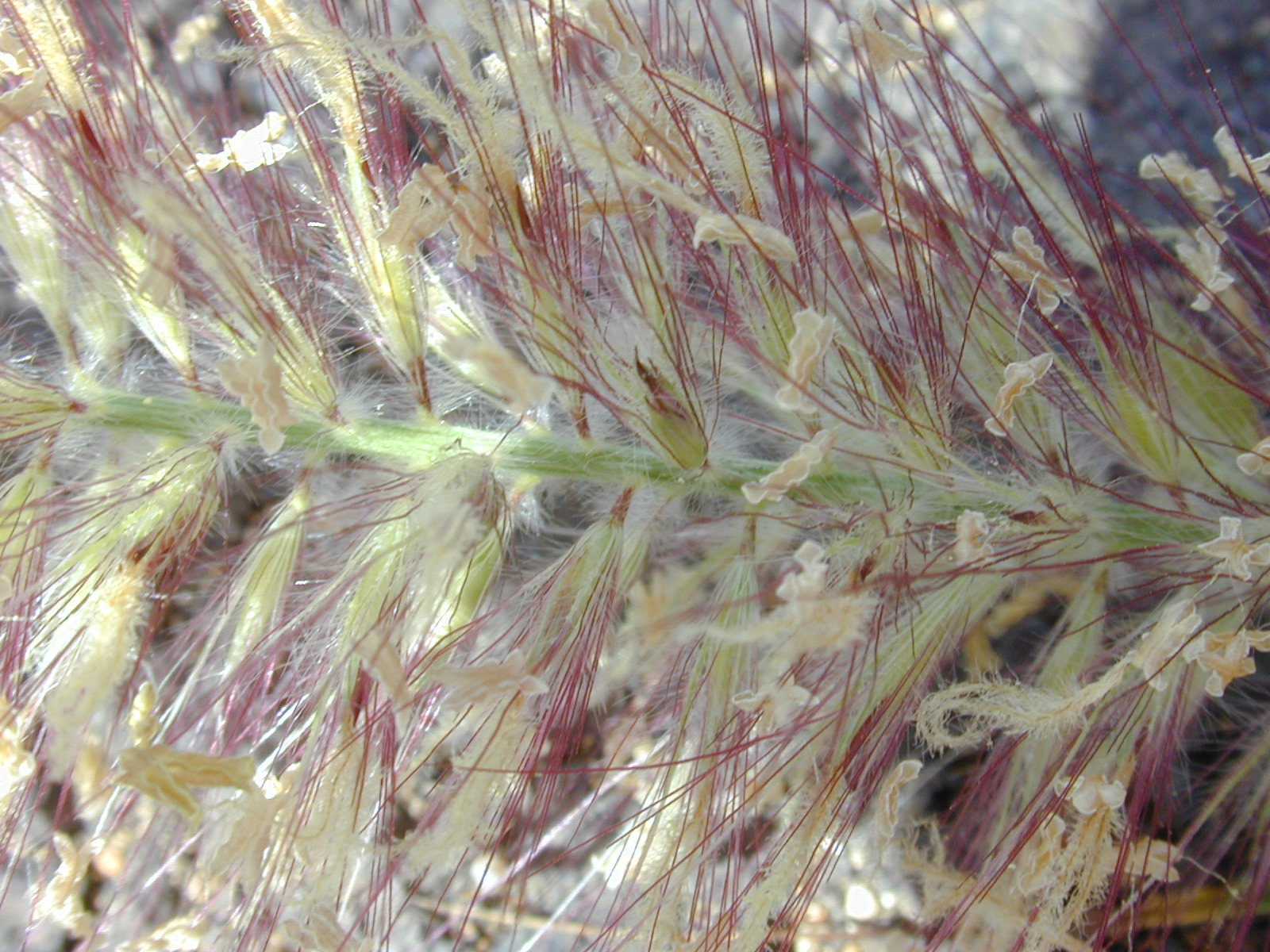

## Distribuzione e habitat
La specie è nativa del Nord Africa, del Medio oriente e della penisola arabica.

Introdotta dall'uomo in molte altre aree geografiche come pianta ornamentale, si è rivelata una specie altamente invasiva. Attualmente ha una notevole diffusione in Sudafrica, in America settentrionale (Bermuda, Hawaii, Arizona, California, Colorado, Florida, Louisiana, Nuovo Messico, Oregon, Tennessee, Nevada), nei Caraibi (Guadalupa e Porto Rico), in Indonesia e in Oceania (Figi, Polinesia Francese, Guam, Nuova Caledonia, Nuova Zelanda, Palau e Australia).

In Europa è presente nella Spagna meridionale e nelle isole Baleari, nella Francia meridionale ed in Italia (Sicilia, Sardegna e Calabria). In Italia è stata introdotta nel 1938 dall'Orto botanico di Palermo per essere sperimentata come pianta da foraggio, diffondendosi ben presto negli ambienti litoranei del palermitano ove ha trovato condizioni di vita ideali: a distanza di alcuni decenni dal suo primo insediamento si è ormai naturalizzata, costituendo una minaccia per gli equilibri fitocenotici dell'area, colonizzando habitat di consueto occupati dall'Ampelodesmos mauritanicus, con cui condivide le esigenze climatiche e nutritive; in alcuni casi è divenuto l'elemento dominante della composizione floristica della biocenosi nota come Penniseto setacei-Hyparrhenietum hirtae.